# 松戸市立柿ノ木台小学校
松戸市立柿ノ木台小学校（まつどしりつ かきのきだいしょうがっこう）は、千葉県松戸市にある公立小学校。児童数は770人（2017年度）。

## 沿革
元は矢切第二小学校として開校予定だったが、周辺の地名を取って現在の「柿ノ木台小学校」となった。
- 1969年（昭和46年） - 松戸市立中部小学校、松戸市立南部小学校、松戸市立矢切小学校から分離、松戸市立柿ノ木台小学校として開校[1]。
- 1970年（昭和47年） - 校歌、校章、校旗制定[1]。
- 1981年（昭和56年） - 松戸市立大橋小学校開設に伴い、児童282名分離[1]。
- 1983年（昭和58年） - 言語治療学級開設[1]。
- 1988年（昭和63年） - 松戸市指定国語公開研究会[1]。
- 1989年（平成元年） - 松戸市指定国語公開研究会[1]。
- 1994年（平成6年） - 言語通級教室開設[1]。
- 2010年（平成22年）- 創立40周年式典を松戸市立体育館で開催[1]。

## 交通アクセス
- 北総鉄道北総線北国分駅から徒歩約19分
- 東日本旅客鉄道（JR東日本）常磐線・京成松戸線松戸駅東口から徒歩約23分
- 京成バス二十世紀が丘市民センターバス停留所で下車、徒歩約5分